# Monteverdi High Speed 375 S (Frua)
Der Monteverdi High Speed 375 S mit Frua-Karosserie ist ein geschlossener zweisitziger Oberklasse-Sportwagen der Schweizer Automarke Monteverdi, der von 1967 bis 1969 hergestellt wurde. Je nach Quelle entstanden 16 oder 20 Autos dieses Typs. Der High Speed 375 S ist das erste Auto, das unter der Marke Monteverdi erschien, und das erste Modell der High-Speed-375-Reihe, die mindestens bis 1976 produziert wurde und neben Coupés auch Cabriolets und eine Limousine umfasst. Ab 1969 verkaufte Monteverdi eine zweite Version des High Speed 375 S mit gänzlich anderer Karosserie von Fissore.

## Modellgeschichte
Die High-Speed-375-Reihe wurde von dem Schweizer Unternehmer und Hobby-Rennfahrer Peter Monteverdi entworfen. Monteverdi hielt in den 1960er-Jahren regionale Vertretungen unter anderem für Ferrari und Jensen. Nebenbei entstanden in seiner Werkstatt in Binningen im Kanton Basel-Landschaft einige Rennwagen, aber auch kleine Sportwagen mit DKW-Motoren, die Peter Monteverdi unter der Marke MBM („Monteverdi Basel Motors“) verkaufte. Allerdings waren nicht alle Autos dieser Ära Eigenkonstruktionen.
Nachdem Monteverdi die Beziehungen zu Ferrari und zu Jensen beendet hatte, entwickelte er die Idee, selbst teure Oberklassesportwagen zu konstruieren und unter eigenem Namen anzubieten. Das erste Modell war der zweisitzige High Speed 375 S, der in Zusammenarbeit von Monteverdi und Pietro Frua entstanden war. Monteverdi konstruierte das Fahrgestell des Sportwagens, während Frua in seinem Turiner Designstudio die Karosserie entwarf. Nach der Präsentation des Autos auf der Frankfurter IAA im September 1967 begann die Serienproduktion; im März 1968 kam – allerdings nur als Prototyp – eine 2+2-sitzige Version mit verlängertem Radstand unter der Bezeichnung High Speed 375 L hinzu.
Die ersten Karosserien baute Frua in seiner italienischen Werkstatt, die auf Einzelstücke und Kleinstserien ausgerichtet war. Einer von Monteverdi angestrebten Produktionserhöhung auf bis zu 100 Fahrzeuge pro Jahr konnte Frua aus Kapazitätsgründen nicht gerecht werden, Deshalb entschied sich Monteverdi Ende 1968, Karosserien im Frua-Design künftig nicht mehr von Frua selbst, sondern von der Carrozzeria Fissore bauen zu lassen. Frua forderte daraufhin Lizenzgebühren, deren Entrichtung Monteverdi mit der – bis in die Gegenwart aufrecht erhaltenen – Behauptung ablehnte, er habe die Karosserie selbst entworfen, obwohl er in seinem ersten Werksprospekt noch ausdrücklich Frua als Urheber benannt hatte. Nach einem Rechtsstreit musste Monteverdi schließlich die Nutzung des Frua-Entwurfs aufgeben.
In kurzer Zeit ersetzte Monteverdi das Frua-Modell durch einen High Speed 375 mit neu gestalteter Fissore-Karosserie. Sie ging 1969 in der 2+2-sitzigen Langversion als Monteverdi High Speed 375 L in die Serienfertigung. Diesem neuen High Speed 375 L stellte Monteverdi 1969 eine neue Version des kurzen High Speed 375 S zu Seite, die ebenfalls eine Fissore-Karosserie erhielt und von dem später auch ein Cabriolet abgeleitet wurde.

## Marke und Modellbezeichnung

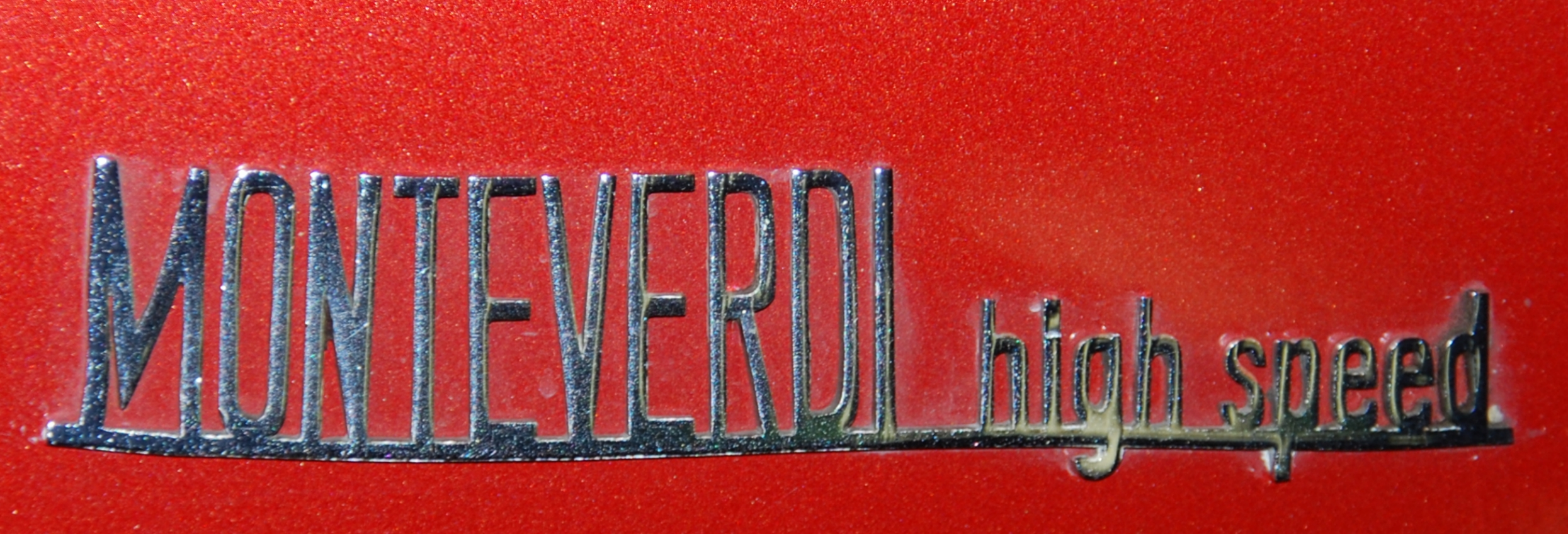
Typenschild

Peter Monteverdi beabsichtigte zunächst, den Sportwagen unter der bereits 1960 eingeführten Marke MBM zu verkaufen. Entsprechende Prospekte mit dem MBM-Emblem waren bereits für die IAA 1967 gedruckt. Unmittelbar vor Beginn der Ausstellung fiel die Entscheidung, das Auto als Monteverdi zu verkaufen.
Die Modellbezeichnung High Speed  steht für Hochgeschwindigkeit, die Zahl 375 nimmt auf die in SAE-PS gemessene (angebliche) Motorleistung Bezug.

## Modellbeschreibung
Der Monteverdi High Speed 375 S ist ein sogenannter Hybrid: Monteverdi verband einfache Großserien-Antriebstechnik mit einer exklusiven, in Europa gestalteten Karosserie. Im Hinblick auf die aus vielen Quellen zugekauften Einzelteile nannte ein Autor den High Speed 375 S „ein technisches Sammelsurium aus aller Herren Länder“.

### Karosserie
Der Monteverdi High Speed 375 S ist ein zweisitziges Coupé mit Fließheckkarosserie. Stilistisch orientierte sich Frua bei seinem Entwurf für Monteverdi an dem von Giorgio Giugiaro für Ghia gestalteten Maserati Ghibli, der 1966 auf den Markt gekommen war. Abgesehen davon sehen einige Autoren eine enge Verwandtschaft der Monteverdi-Karosserie mit den ebenfalls von Frua gestalteten Aufbauten des Maserati Mistral und des AC 428; einigen Quellen zufolge sind einzelne Komponenten wie Glaspartien und Türen unter diesen drei Modellen sogar austauschbar.
Wegen des hoch bauenden US-amerikanischen Großserienmotors war es nicht möglich, eine flach abfallende Frontpartie zu gestalten. Deshalb hat der Monteverdi – anders als der Maserati Ghibli – keine Klappscheinwerfer, sondern fest installierte, senkrecht stehende Rundscheinwerfer. Vor der Kühlluftöffnung befindet sich ein verchromtes Gitter. Wie bei seinen Entwürfen für Kleinserienhersteller üblich, verwendete Frua zahlreiche Zulieferteile etablierter Modelle, beispielsweise die Rückleuchten des Fiat Dino Coupé.

### Chassis und Fahrwerk

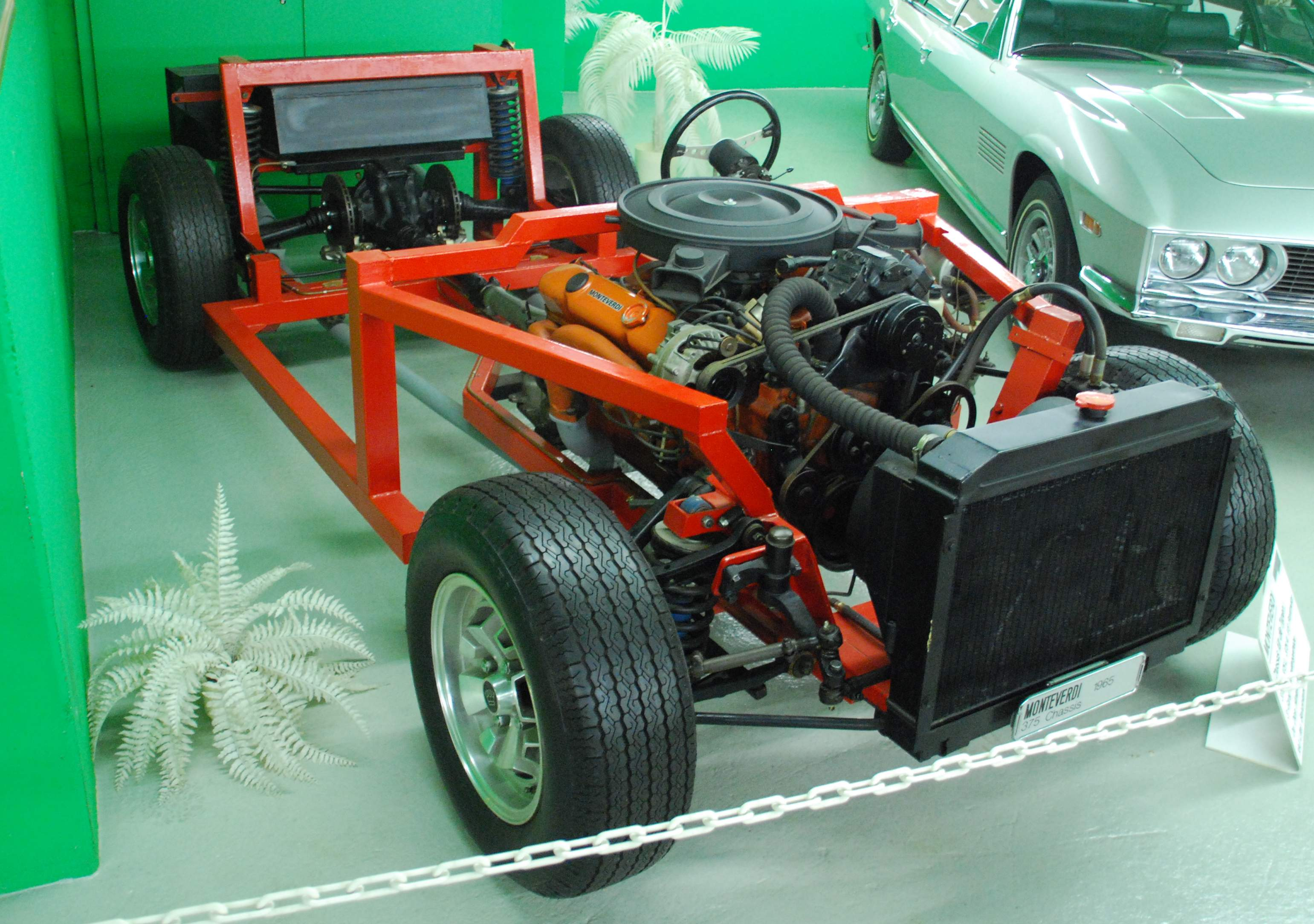
Chassis der High-Speed-375-Reihe

Die technische Seite des High Speed 375 wird (ebenso wie die der jüngeren Schwestermodelle) als unkompliziert beschrieben. Grundlage ist ein 160 kg schwerer Kastenrahmen aus Vierkantrohren. Den Entwurf des Rahmens schrieb sich Peter Monteverdi selbst zu. Gebaut wurde das Gestell bei der Stahlbau AG in Muttenz im Kanton Basel-Landschaft, die nach einigen Informationen zumindest zeitweilig zu Monteverdi gehörte.
Vorn hat der High Speed Einzelradaufhängung an Doppelquerlenkern mit  Schraubenfedern, Querstabilisator und verstellbaren Teleskopstoßdämpfern von Koni. Die Schneckenlenkung kam von ZF; auf Wunsch war Servounterstützung erhältlich. Hinten ist eine starre De-Dion-Achse mit Längslenkern und Wattgestänge eingebaut. Auch hier gab es verstellbare Stoßdämpfer.

### Motorisierung und Kraftübertragung
Der Monteverdi High Speed 375 S wird von einem Achtzylinder-Ottomotor von Chrysler angetrieben. Alle Exemplaren haben die größte Ausführung des Chrysler RB mit 440 cui (7206 cm³). Monteverdi übernahm den Motor ohne Veränderungen für seinen Sportwagen. Das Gemisch wird von einem Vierfach-Fallstromvergaser von Carter aufbereitet. Laut Werksangabe leistet der Motor 375 SAE-PS; der DIN-Wert dürfte bei etwa 285 PS liegen.
Dem Kundenwunsch entsprechend hatte der Wagen entweder ein automatisches Dreiganggetriebe TorqueFlite Eight von Chrysler oder ein handgeschaltetes Vierganggetriebe.

## Produktion

### Frua-Karosserien mit Frua-Design
Der Produktionsprozess war auf verschiedene Betriebe verteilt. Zunächst versahen die Arbeiter in Monteverdis Binninger Werkstatt die in der Schweiz gebauten Chassis mit Motor und Antriebstechnik. Das fahrbereite Chassis wurde sodann nach Turin geliefert, wo Frua die handwerklich erstellte Karosserie aufsetzte und das Auto komplettierte. Das zulassungsfertige Fahrzeug kam anschließend zu Monteverdi zurück.
Bis 1970 entstanden zehn Fahrzeuge mit bei Frua gebauten Karosserien (fortlaufende Fahrgestellnummern 1001 bis 1011; Ausnahme: 1004). Aus dieser Baureihe existierten 2022 nur noch vier Autos; fünf sind verschollen, und eines wurde verschrottet.

### Fissore-Karosserien mit Frua-Design
Mit dem Wechsel zur Carrozzeria Fissore im Sommer 1968 änderte sich der Produktionsprozess. Nun wurden die Chassis ohne Motor zu Fissore nach Savigliano geschickt, wo sie mit einer Karosserie versehen wurden. Danach kamen die Autos zurück nach Binningen, wo die Monteverdi-Mechaniker abschließend die Antriebstechnik installierten.
Hinsichtlich der Coupés, für die Fissore die Karosserien im Frua-Design baute, gibt es unterschiedliche Angaben zum Produktionsumfang. Der Monteverdi-Club geht von zehn Frua-Fissores aus, während eine Dokumentation über das Werk Pietro Fruas nur sechs Frua-Fissores nennt (Fahrgestellnummern 1004, 1012, 1013, 1014, 1015 und 1030). Der Abverkauf dieser Autos zog sich bis 1972 hin. Einer der Fissore-Fruas (Fahrgestellnummer 1004) steht seit 2006 in der Sammlung des US-amerikanischen Entertainers Jay Leno.

## Presse
Der Monteverdi High Speed 375 S erhielt positive Berichterstattung. Die Zürcher Zeitung Blick sah darin beispielsweise „die schönsten Formen, die je zwischen Alpen und Ärmelkanal das Licht der Welt erblickten“.

## Preise und spätere Marktsituation
Bei der Markteinführung 1967 nannte Monteverdi einen Listenpreis von 58.000 Schweizer Franken. Damit war er teurer als ein Aston Martin DB6; Ferrari und Maserati hatten ebenfalls weniger teure Autos im Angebot.
Der High Speed 375 S ist ein seltenes Modell, das auf dem Klassikermarkt kaum in Erscheinung tritt. Etwa 50 Jahre nach Produktionseinstellung werden bei Verkäufen regelmäßig sechsstellige Preise erreicht. Im Sommer 2022 versteigerte ein Auktionshaus in Gstaad ein unverzolltes frühes Modell aus Frua-Fertigung (Chassisnummer 1003) in Gstaad für 230.000 €.

## Abwandlungen

### High Speed 400 SS
Zeitgleich mit dem High Speed 375 S kündigte Monteverdi in seinem ersten Verkaufsprospekt die Produktion eines noch stärkeren Modells an, bei dem der Motor mit zwei Vierfachvergasern ausgestattet werden sollte; die Leistung wurde mit 294 kW (400 PS) angegeben. Es blieb bei der Ankündigung dieses High Speed 400 SS genannten Modells; Monteverdi baute kein einziges Exemplar.

### High Speed 375 L

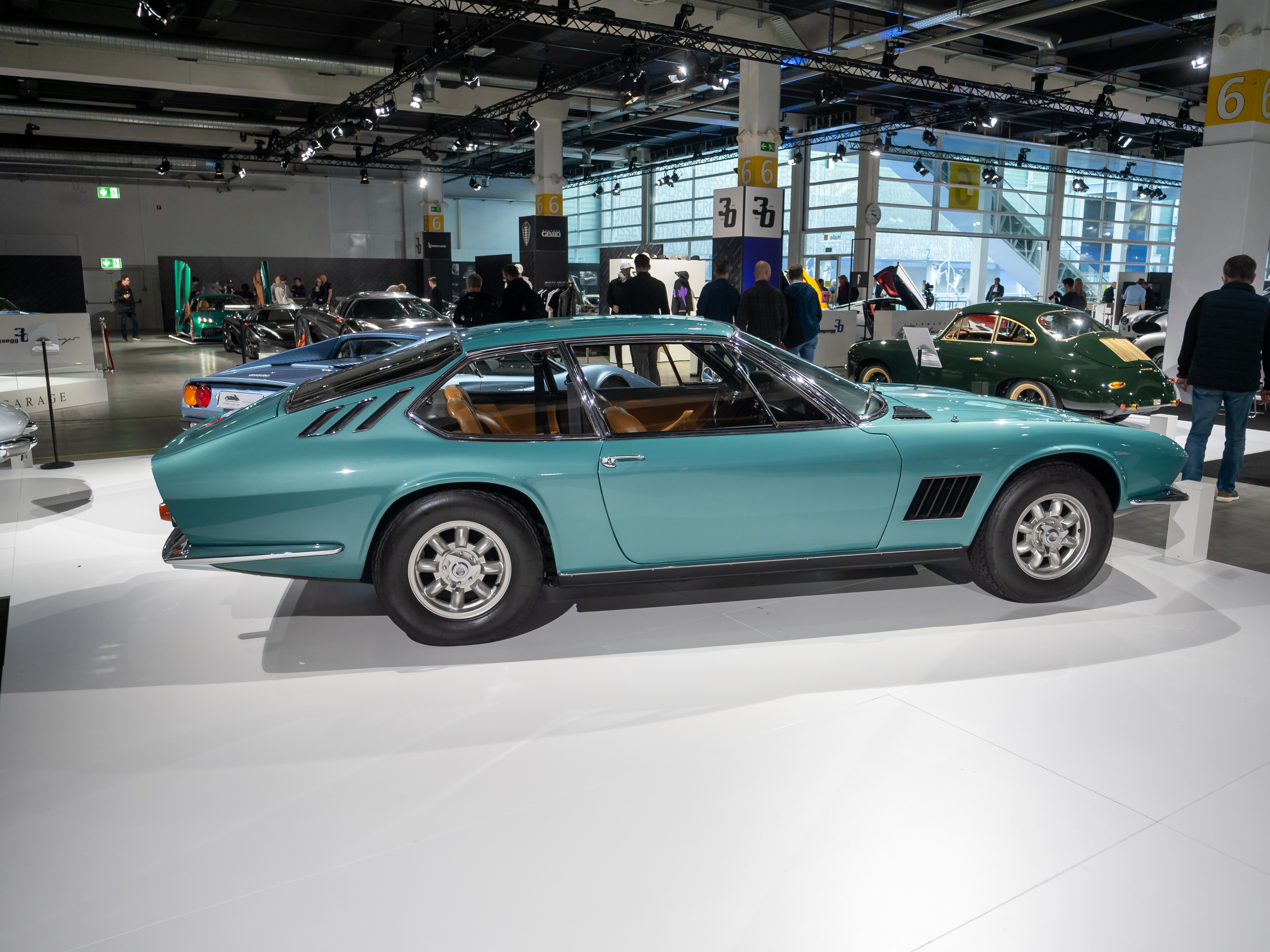
Einzelstück: High Speed 375 L (Frua) mit 2+2 Sitzen

Parallel zu den regulären zweisitzigen Coupés entwickelte Frua im Laufe des Jahres 1968 eine verlängerte Version des Sportwagens, die als 2+2-Sitzer konzipiert war. Die Seitenlinie und die Dachpartie waren erheblich verändert worden. Der High Speed 375 L genannte Prototyp wurde im März 1968 auf dem Genfer Autosalon erstmals öffentlich gezeigt. Monteverdi setzte den Kaufpreis für dieses Modell auf 63.000 Schweizer Franken fest. Er verblieb bei Monteverdi im Werk und wurde nicht verkauft. Eine zweite 2+2-Karosserie behielt Frua zurück; sie wurde ein Jahr später an den britischen Sportwagenhersteller AC geliefert, der mit dem Modell AC 428 seinerseits ein von Frua gezeichnetes Coupé sowie einen Spyder im Programm hatte. Die übrig gebliebene Monteverdi-Karosserie wurde mit geringfügigen Modifikationen, darunter der Installation halbverdeckter Frontscheinwerfer im Stil des Iso Lele, als Einzelstück unter der Bezeichnung AC 429 vorgestellt.

## Datenblatt
| Datenblatt Monteverdi High Speed 375 S und 400 SS | Datenblatt Monteverdi High Speed 375 S und 400 SS                                | Datenblatt Monteverdi High Speed 375 S und 400 SS                                |
|                                                   | 375 S                                                                            | 400 SS                                                                           |
| ------------------------------------------------- | -------------------------------------------------------------------------------- | -------------------------------------------------------------------------------- |
| Motor:                                            | 8-Zylinder-V-Motor (Viertakt), Bankwinkel 90°                                    | 8-Zylinder-V-Motor (Viertakt), Bankwinkel 90°                                    |
| Hubraum:                                          | 7206 cm³                                                                         | 7206 cm³                                                                         |
| Motortyp:                                         | Chrysler 440                                                                     | Chrysler 440                                                                     |
| Bohrung×Hub:                                      | 109,7 × 95,25 mm                                                                 | 109,7 × 95,25 mm                                                                 |
| Leistung bei 1/min:                               | 279 kW (372 SAE-PS) bei 4600                                                     | 299 kW (406 SAE-PS)                                                              |
| Max. Drehmoment bei 1/min:                        | 653 SAE-Nm bei 3200                                                              | 657 Nm bei 3300                                                                  |
| Verdichtung:                                      | 10,1 : 1                                                                         | 10,1 : 1                                                                         |
| Gemischaufbereitung:                              | 1 Doppel-Registervergaser                                                        | 2 Doppel-Registervergaser                                                        |
| Ventilsteuerung:                                  | Hängende Ventile, Kipphebel, zentrale Nockenwelle, Antrieb über Kette            | Hängende Ventile, Kipphebel, zentrale Nockenwelle, Antrieb über Kette            |
| Kühlung:                                          | Wasserkühlung                                                                    | Wasserkühlung                                                                    |
| Getriebe:                                         | 4-Gang-Getriebe a. W. Dreigang-Automatik (Chrysler TorqueFlite) Hinterradantrieb | 4-Gang-Getriebe a. W. Dreigang-Automatik (Chrysler TorqueFlite) Hinterradantrieb |
| Radaufhängung vorn:                               | je zwei ungleich lange Querlenker, Schraubenfedern                               | je zwei ungleich lange Querlenker, Schraubenfedern                               |
| Radaufhängung hinten:                             | De-Dion-Achse, Längsschubstreben, Wattgestänge, Schraubenfedern                  | De-Dion-Achse, Längsschubstreben, Wattgestänge, Schraubenfedern                  |
| Bremsen:                                          | Scheibenbremsen rundum, Servounterstützung                                       | Scheibenbremsen rundum, Servounterstützung                                       |
| Lenkung:                                          | ZF-Schneckenlenkung, teils mit Servounterstützung                                | ZF-Schneckenlenkung, teils mit Servounterstützung                                |
| Karosserie:                                       | Stahlblech, auf Vierkantrohrrahmen                                               | Stahlblech, auf Vierkantrohrrahmen                                               |
| Spurweite vorn/hinten:                            | 1500/1460 mm                                                                     | 1500/1460 mm                                                                     |
| Radstand:                                         | 2510 mm                                                                          | 2510 mm                                                                          |
| Abmessungen:                                      | 4600 × 1795 × 1240 mm                                                            | 4600 × 1795 × 1240 mm                                                            |
| Leergewicht:                                      | 1620 kg                                                                          | 1680 kg                                                                          |
| Höchstgeschwindigkeit (Werk):                     | 250 km/h                                                                         | 270 km/h                                                                         |
| 0–100 km/h (Werk):                                | 6 s                                                                              | 5,5 s                                                                            |